# Egon Jönsson
Bengt Ingvar Egon Jönsson (ur. 8 października 1921 w Malmö, zm. 19 marca 2000 tamże) – szwedzki piłkarz, napastnik i trener. Brązowy medalista MŚ 50.
W reprezentacji Szwecji w latach 1946–1950 rozegrał 22 spotkania i strzelił 9 bramek. Podczas MŚ 50 wystąpił w trzech meczach Szwecji w turnieju. Wcześniej znajdował się w kadrze złotych medalistów igrzysk w Londynie (bez gry), a później wśród brązowych medalistów  igrzysk w 1952 w Helsinkach ( również bez gry). Przez wiele sezonów był graczem Malmö FF, w barwach tego klubu rozegrał 405 meczów. Czterokrotnie był mistrzem Szwecji (1949, 1950, 1951, 1953).
Po zakończeniu kariery piłkarskiej został trenerem, pracował z młodzieżą.